# 78756 Sloan
78756 Sloan è un asteroide della fascia principale. Scoperto nel 2002, presenta un'orbita caratterizzata da un semiasse maggiore pari a 3,0800721 UA e da un'eccentricità di 0,0130946, inclinata di 9,87570° rispetto all'eclittica.